# 首楞厳経
『首楞厳経』10巻（しゅりょうごんきょう、具名は『大仏頂如来密因修証了義諸菩薩万行首楞厳経』、また『楞厳経』『大仏頂経』とも）は大正蔵第十九巻 (密教部) No.945に収められている。巻第1冒頭に置かれた文によると、唐の神竜元年(705年)に広州の制止道場で般刺密帝（ばんらみたい、中国語版）が訳出、これを房融（中国語版）が筆受、弥迦釈迦が訳語したとされている。

## 概要
『首楞厳経』の内容は、「常住真心、性浄明体｣の如来蔵思想を説く有名な「七処徴心」、「二種根本｣、「八還説｣を述べ、主・客、内・外にかかわらず、心を固定的に捉えようとする思考を順に否定する。さらに「五陰・六入・十二処・十八界・七大」は因縁でも自然自然でもなく、如来蔵中のものであり性真円融・不生不滅であるがゆえに円通する方法として、十八界・七大のいずれも円通門であると説く。最後に、道場様式や444句の長大な陀羅尼（楞厳呪）及びその功徳を説く。さらに、十二類生・六十階位・十因六果・五十陰魔を述べる。志磐は「楞厳の一経は、劇しく常住の真心を談じ、的かに一乗の修証を示す。最後垂範の典たり｣と述べている。
『首楞厳経』は705年の漢訳以降、中国などにおいて流布し行われてきたが、その一方唐代から中国撰述という偽経説があり、現在はそれは妥当であるという説が優勢となっている。
日本では望月信亨が1922年に『大仏頂首楞厳経真偽問題』を発表し、楞伽経、解深密経、瑜伽經、唯識論、起信論等からの引用をもとに撰述した偽経であると述べている。
偽経説の最大の理由としては、『首楞厳経』の翻訳者と訳出年代に関し、智昇が同じ730年撰述とされる二つの経録『開元釈教録』と『続古今訳経図紀』とで、それぞれ異なった記述をしていることが挙げられている。『首楞厳経』は、705 年に般剌蜜帝が訳し房融が筆授したと伝えられる一方、『開元釈教録』には懷迪訳とされ、訳者に定説をみず、その起源はインドに求められないのではないかという疑念が払拭しきれない状態となっている。奈良時代から三論宗と法相宗の間で、三次にわたって真偽問題について激しい論争がくり広げられた。近代では、望月信亨博士を初め多くの研究者が中国撰述としている。その影響を受けて、中国でも真偽論争が激しくなってきた。崔昌植は、敦煌写本には冒頭の伝訳記が一切ないことから、中国撰述であると結論付けている。
さらに木村俊彦は唐代の三種の訳経録には『首楞厳経』が出てこないので， 宋版大蔵経は五代から宋代にかけて作成された偽経であるとしている。

## 日本語訳書等
- 山田孝道[10]訳『國譯首楞嚴經』p.1-272、国訳大蔵経 経部 第4巻1917年 国民文庫刊行会。訓読（165コマ左～301コマ右）、解題（162コマ左～165コマ右）、原文。画像
- 荒木見悟『楞厳経』1986年 仏教経典選 14 中国撰述経典 2 筑摩書房、巻1-4 の注釈書 ISBN 4480330143
- 教学研究委員会編「『楞厳経』巻六 訳注」臨済宗妙心寺派教学研究紀要 11巻 p.111 – 168 2013-05 pdf
- 教学研究委員会編「『楞厳経』巻六 訳注」臨済宗妙心寺派教学研究紀要（二）12巻 p.95 - 132 2014-12 pdf
- 教学研究委員会編「『楞厳経』巻六 訳注」臨済宗妙心寺派教学研究紀要（三）13巻 p. 54 - 61 2015-06 pdf
- 教学研究委員会編「「楞厳呪」を読誦する功徳 : 「楞厳経」巻七・訳注」臨済宗妙心寺派教学研究紀要 1巻 p. 81 - 133 2003-04 pdf 巻七の陀羅尼以外の部分の訳註。陀羅尼は下記文書にある。
- 木村俊彦[11]『楞厳呪』「臨済宗の陀羅尼」1982年 東方出版 p.6–136、『楞厳経』巻7に収録される楞厳呪の注釈。臨済宗の日常諷誦用のテキストで、大正蔵とは字数等に相違がある。
- 木村得玄[12]『楞厳呪：現代語訳と解説』2006年 春秋社 ISBN 978-4393177044

## 注・出典
1. ↑  原文は「大佛頂如來密因修證了義諸菩薩萬行首楞嚴經 卷第一 一名中印度那蘭陀大道場經於灌頂部録出別行 大唐神龍元年龍集乙巳五月己卯朔二十三日辛丑中天竺沙門般剌蜜帝於廣州制止道場譯出 菩薩戒弟子前正諫大夫同中書門下平章事清河房融筆授烏長國沙門彌伽釋迦 譯語」（大正蔵 T0945_.19.0106b03- 11）とある。
2. ↑  地大・水大・火大・風大・空大・見大・識大の七つの要素、十八界と同じ。
3. ↑  テキストによって異同がある。
4. ↑  「宋明時代より支那佛教学者間に於てその眞疑問題に付て諍論ありしも未だ是に適格なる斷案を下せるを見ざりき。近時望月信亨は、「佛教學雑誌」第三巻第一號 p.1-22に真偽問題についての研究を発表し、本經が楞伽経、深密經、瑜伽經、唯識論、起信論等より文句或は趣意を摘採して編纂せる支那撰述の偽経なりとせられたり。」
5. ↑  寺本婉雅『西蔵文大佛頂首楞厳経に就て』1922年 佛教研究 3（3）p.73-77 pdf p.74
6. ↑  林 敏（リンミン、1963年海南省文昌市生、海南師範大学南シナ海地域文化研究センター専任研究員）。「『首楞厳経』訳者考―『続古今訳経図紀』の変遷を手がかりに―」2014年 国際仏教学大学院大学研究紀要 18号 p.126-105 pdf。林 敏は2001年に国際仏教学大学院大学に留学し、2009年博士号授与、2010年から継続的にこの問題を追究している。客員研究員
7. ↑  チェ・チャンシク、東国大学校教授
8. ↑  「敦煙本『樗厳経』『の校正について」2002年 pdfp.338
9. ↑  『梵学津梁所収の白傘蓋陀羅尼の研究』印度學佛教學研究 62巻(2013-2014)1号pdf p.416下部注記
10. ↑  ヤマダコウドウ、1863-1928年、大龍寺27世住職、曹洞宗大学元教頭（『慶應義塾出身名流列傳』p.555-556に教頭になるまでの略伝ありGoogle ブックス）
11. ↑  キムラシュンゲン 1940年生、四天王寺大学名誉教授
12. ↑  キムラトクゲン 1937年生、黄檗宗禅林寺住職